# Garry St. Leger
Garry St. Leger (* 24. července 1985 Brooklyn, New York) je bývalý americký zápasník – judista a grappler kreolského původu.

## Sportovní kariéra
S judem začínal v rodném Brooklynu v klubu haitského olympionika Parnella Legrose. V americké mužské judistické reprezentaci se pohyboval od roku 2006 ve střední váze do 90 kg. V roce 2008 prohrál nominaci na olympijské hry v Pekingu s Brianem Olsonem. Sportovní kariéru ukončil předčasně v roce 2011 kvůli novým judistickým pravidlům, které jeho zápasnickému stylu nesedly. Věnuje se trenérské práci.

## Výsledky
| Turnaj                  | 2006         | 2007         | 2008         | 2009         | 2010         |
| Turnaj                  | 21           | 22           | 23           | 24           | 25           |
| Turnaj                  | střední váha | střední váha | střední váha | střední váha | střední váha |
| ----------------------- | ------------ | ------------ | ------------ | ------------ | ------------ |
| Olympijské hry          |              |              | —            |              |              |
| Mistrovství světa       |              | —            |              | —            | úč.          |
| Panamerické hry         |              | —            |              |              |              |
| Panamerické mistrovství | úč.          | 3.           | 5.           | 3.           | 3.           |